# Künstlerische Forschung
Künstlerische Forschung (auch: Kunst als Forschung; englisch artistic research) ist ein seit den 2000er Jahren verbreitetes interdisziplinäres Feld zwischen Kunst und Wissenschaft, das seit den 2010er Jahren verstärkt an internationalen Kunsthochschulen institutionalisiert wird und akademische Abschlüsse für zugleich künstlerisch und wissenschaftlich tätige Personen ermöglicht.
Es gibt verschiedene Theorien Künstlerischer Forschung, die miteinander konkurrieren. Einige Konzepte Künstlerischer Forschung basieren auf einer Wissenschaftstheorie, die künstlerische Verfahrensweisen als diskursive Prozesse versteht, die, analog zu den Methoden der etablierten Wissenschaften, Erkenntnis erzeugen. Welche Form von Erkenntnis bzw. Wissen dabei genau erzeugt wird, ist umstritten. Oft stellt Künstlerische Forschung geltende Überzeugungen des Wissenschaftsbetriebs grundsätzlich infrage oder widerspricht der Vorstellung, Kunst und Wissenschaft seien als Gegensätze aufzufassen, sondern stärkt deren Gemeinsamkeiten, beispielsweise das Interesse an Erkenntnisgewinn und Wissensvermehrung. Andere Theorien gehen wiederum davon aus, dass Künstlerische Forschung auch in ein etabliertes Wissenschaftsverständnis integriert werden kann, das auf Theoriebildung und empirischer Überprüfung dieser Theorien basiert. Hier könnten künstlerische Forschungsprojekte zur Theoriebildung beitragen, indem sie diese entweder als Reflexionsergebnisse postulieren oder aus ihren künstlerischen Daten extrapolieren.

## Geschichte
Theorien zu Kunst als Forschung entwickelte Serge Stauffer, Mitbegründer der F+F Schule für experimentelle Gestaltung in Zürich ab den 1960er-Jahren.
In Österreich wurde im Universitätsgesetz 2002 als Pendant zur (wissenschaftlichen) Forschung auch der Begriff der Entwicklung und Erschließung der Künste (EEK) etabliert, den die Universität für Musik und darstellende Kunst Graz in ihrer Definition allerdings weiter fasst als die künstlerische Forschung. Diese wird folglich als ein Spezialfall von EEK angesehen. Künstlerische Forschung beruht zwar auf explorativer, informierter und reflektierter künstlerischer Arbeit und ist damit EEK im oben dargestellten Sinn, sie geht aber insofern über EEK im weiteren Sinn hinaus, als sie u. a. einen systematischen methodischen Rahmen erfordert und durch die intersubjektive Relevanz, Gültigkeit und Nachvollziehbarkeit der Ergebnisse gekennzeichnet ist, was methodisch oft – im Gegensatz zur EEK im weiteren Sinn – die Dokumentation und Analyse des Forschungsprozesses beinhaltet.
2008 gründete die Künstlergruppe A Rose Is zusammen mit dem Radialsystem V, einem Kulturzentrum in Berlin, das !KF – Institut für künstlerische Forschung. Zusammen mit 37 internationalen Institutionen ist das !KF Gründungsmitglied der Society for Artistic Research, die auch die Internet-Fachzeitschrift Journal for Artistic Research herausgibt.
Mit der Gründung des Instituts für Künstlerische Forschung (IKF) im Juni 2008 brachte sich die Filmuniversität Potsdam in den Diskurs um die künstlerische Forschung / artistic oder art based research ein und fokussiert insbesondere auf Erkenntnis generierendes Arbeiten im Bereich audiovisueller Medien. Das IKF Potsdam thematisiert, präsentiert und initiiert das filmkünstlerische Experiment und sucht nach Formaten, die geeignet sind, filmkünstlerisch forschende Vorgehensweisen transparent zu machen. Das Institut lädt in seinen Projekten und Veranstaltungen überregional Institutionen, Künstler und Wissenschaftler zu Kooperation und Diskussion ein.
2016 veröffentlichte die European League of the Institutes of the Arts (ELIA) The 'Florence Principles' on the Doctorate in the Arts, die Bezug nehmen auf die Salzburg Principles und die Salzburg Recommendations der European University Association (EUA). Die 'Florence Principles' benennen in sieben 'points of attention' Bedingungen und Spezifika des künstlerischen Doktorats / Ph.D. im Vergleich zum wissenschaftlichen Doktorat / Ph.D. Die 'Florence Principles' werden von Association Européenne des Conservatoires, Académies de Musique et Musikhochschulen (AEC), CILECT, Cumulus (Verband für Kunst- und Designhochschulen) und Society for Artistic Research (SAR) mitgetragen und unterstützt.
Im September 2018 wurde die Gesellschaft für künstlerische Forschung in der Bundesrepublik Deutschland (GKFD) als Bundesverband aller Institutionen und unabhängigen Personen der künstlerischen Forschung in Deutschland gegründet. In das Präsidium wurden gewählt: Elke Bippus, Kathrin Busch und Julian Klein. 
2021 empfahl der Wissenschaftsrat den Kunsthochschulen die Einführung eines Doktorgrads, der Abschlüsse in Künstlerischer Forschung kenntlich macht. Künstlerisch-wissenschaftliche Promotionen sollen demnach mit Dr. artis oder Ph.D abgeschlossen werden.

## Kritik
Kritisiert wurde wiederholt, dass die zunehmende Institutionalisierung Künstlerischer Forschung Kunst und Künstlern nicht helfe, sondern lediglich die Chancen von Kunstvermittlern und Kuratoren auf dem Arbeitsmarkt erhöhe sowie von Hochschulen als Instrument der Hochschulpolitik eingesetzt werde.
2020 veröffentlichte die Initiative „Culture Action Europe“ die Vienna Declaration on Artistic Research. Florian Cramer und Nienke Terpsma kritisierten die Erklärung.